# منتخب كازاخستان لكرة القدم الشاطئية
منتخب كازاخستان لكرة القدم الشاطئية هو ممثل كازاخستان الرسمي في المنافسات الدولية في كرة قدم شاطئية ، يديريه اتحاد كازاخستان لكرة القدم.